# Crithagra
Crithagra är ett släkte med fåglar i familjen finkar inom ordningen tättingar.
Släktet omfattar en stor grupp afrikanska finkar som tidigare placerades i Serinus. DNA-studier visar dock att arterna i Crithagra endast är avlägset släkt med till exempel gulhämpling (Serinus serinus), som istället står närmare bland annat steglits (Carduelis carduelis). Studierna visar också att den akut hotade arten stenknäckssiska, tidigare placerad som ensam art i släktet Neospiza, i själva verket är en del av Crithagra och mycket nära släkt med príncipesiska. 

## Arter inom släktet
Enligt AviList:
- Vitgumpad siska (C. leucopygia)
- Savannsiska (C. mozambica)
- Smalnäbbad siska (C. citrinelloides)
- Diademsiska (C. frontalis)
- Gråkindad siska (C. hyposticta)
- Svartmaskad siska (C. capistrata)
- Papyrussiska (C. koliensis)
- Skogssiska (C. scotops)
- Arabsiska (C. rothschildi)
- Svartstrupig siska (C. atrogularis)
- Törnsiska (C. reichenowi)
- Gulgumpad siska (C. xanthopygia)
- Citronbröstad siska (C. citrinipectus)
- Vitbukig siska (C. dorsostriata)
- Gulstrupig siska (C. flavigula)
- Kragsiska (C. xantholaema)
- Somaliasiska (C. donaldsoni)
- Massajsiska (C. buchanani)
- Svavelsiska (C. sulphurata)
- Gulsiska (C. flaviventris)
- Vitstrupig siska (C. albogularis)
- Strimsiska (C. striolata)
- Gulbrynad siska (C. whytii)
- Stornäbbad siska (C. burtoni)
- Kipengeresiska (C. melanochroa)
- Príncipesiska (Crithagra rufobrunnea)
- Stenknäckssiska (C. concolor) – tidigare placerad som ensam art i Neospiza
- Proteasiska (C. leucoptera)
- Svartkindad siska (C. mennelli)
- Västafrikansk siska (C. canicapilla)
- Vitbrynad siska (C. gularis)
- Höglandssiska (C. striatipectus)
- Miombosiska (C. reichardi)
- Brungumpad siska (C. tristriata)
- Jemensiska (C. menachensis)
- Ankobersiska (C. ankoberensis)
- Kapsiska (C. totta)
- Drakensbergsiska (C. symonsi)